# Torotoroka-Zwergohreule
Die Torotoroka-Zwergohreule (Otus madagascariensis) ist eine Eulenart aus der Gattung der Zwergohreulen. Sie ist auf die Insel Madagaskar beschränkt und wurde einst der  Madagaskar-Zwergohreule (Otus rutilus) zugerechnet.

## Beschreibung
Die Länge beträgt 20 bis 22 Zentimeter, das Gewicht 85 bis 115 Gramm, wobei das Weibchen über 15 Gramm schwerer ist als das Männchen. Die graue Morphe als häufigste Form hat eine bräunlich graue Oberseite mit einem deutlich ausgeprägten weißen Schulterband und eine hellgraue Unterseite mit langen schmalen Schaftstrichen. Die braune Morphe ist sehr ähnlich, der Grundton aber bräunlich. Die sehr seltene rote Morphe ist ziemlich einheitlich rötlich braun mit dunkler Strichelung. Die Federohren sind kurz, die Augen gelb und der Schnabel schwärzlich, die Beine stark befiedert.
Die ähnliche Madagaskar-Zwergohreule hat einen kürzeren Schwanz, zum Fuß hin unbefiederte Tarsi und eine undeutlichere Zeichnung der Oberseite. Ihre braune und rote Morphe sind viel häufiger, und der Ruf klingt deutlich anders.

## Lebensweise
Die Eule bewohnt Trockenwälder im zentralen Hochland und in den Niederungen, auch in schlecht erhaltenen Lebensräumen, und erscheint manchmal in Dörfern. Der Ruf ist ein zwei- oder dreisilbiges Schnurren in Strophen von drei bis fünf Lauten, der oft und in unterschiedlichen Abständen wiederholt wird.

## Verbreitung
Die Torotoroka-Zwergohreule lebt endemisch in West- und Südwest-Madagaskar. Damit stellt sie ein ökologisches Gegenstück zur Madagaskar-Zwergohreule dar, die in den höheren Lagen und im feuchteren Osten Madagaskars vorkommt.